# Subregion del Valle del Quindio
La subregion del Valle es una de las cinco regiones en que se subdivide el departamento colombiano de Quindío; está conformada por los siguientes municipios:
- La Tebaida
- Montenegro
- Quimbaya